# سیلویا چیواس
سیلویا چیواس (اسپانیایی: Silvia Chivás‎؛ زادهٔ ۱۰ سپتامبر ۱۹۵۴) دونده اهل کوبا است.
وی در مسابقات کشوری و بین‌المللی در مجموع برندهٔ ۳ مدال طلا، ۳ مدال نقره، ۴ مدال برنز شده‌است.